# DJ Food
I DJ Food sono un gruppo inglese di musica elettronica, un progetto parallelo dei Coldcut attivo dal 1990.

## Storia
Il nome del gruppo venne originalmente adottato dai Coldcut (Matt Black e Jonathan More) in una serie di dischi contenenti quelli che loro definiscono i "breakbeat più importanti della storia". In seguito all'aggiunta di Strictly Kev (Kevin Foakes) e Patrick Carpenter, il gruppo incise A Recipe for Disaster (1995). A partire dall'album di remix Refried Food (1996) i Coldcut abbandonarono il progetto, mentre Carpenter intraprese una carriera a parte anche nei Cinematic Orchestra. Dal 2011, l'unico membro rimasto della formazione è Strictly Kev.

## Discografia parziale

### Album in studio
- 1990 – Jazz Brakes Vol. 1
- 1991 – Jazz Brakes Vol. 2
- 1992 – Jazz Brakes Vol. 3
- 1993 – Jazz Brakes Vol. 4
- 1994 – Jazz Brakes Vol. 5
- 1995 – A Recipe for Disaster
- 1996 – Refried Food
- 2000 – Kaleidoscope
- 2011 – The Search Engine